# وارپونه
وارپونه (به لاتین: Warpuny) یک روستا در لهستان است که در گمینا سورکویته واقع شده‌است. وارپونه ۴۰۰ نفر جمعیت دارد.